# Елшанка (Николаевский район)
Елша́нка — село в Николаевском районе Ульяновской области, стоит на р. Канадейка и Кудрявка.

## Происхождение названия
Существует две версии о происхождении названия «Елшанка».
Первая: от слова «ельник», «елешняк», то есть местности, поросшей елью. Эта версия является маловероятной, так как ни в XX, ни в XXI веке ели в данном районе не росли, в отличие от сосен.
Вторая: от слова елоха/елха/елшина — народного названия ольхи (семейство берёзовые).

### История названий
Названия села приведены в соответствии с указанными на картах соответствующих лет. Орфография сохранена.
- 1780, 1792, 1800 — Елшанка
- 1806 — сельцо Елшанка
- 1816, 1829, 1837 — Елшанка
- 1861 — село Елшанка
- 1862 — Ельшанка
- 1867, 1868, 1871, 1875, 1880, 1950, 1984, 2008 — Елшанка

### Прочие названия
Зачастую в документах XIX—XX вв. Елшанка именуется двойным названием: Елшанка (Николаевка тож). Второе название, скорее всего, происходит от названия часовни или церкви, находившейся в селе. Елшанка производное от слова елоха, так местные называют ольху которой очень много в этих краях.

## История
Село Елшанка образовалось в 1722 году и являлось выселками Поники. Одним из основателей Елшанки был генерал-майор Ивашев.
В середине XVIII века через Елшанку проходил торговый тракт.
С развитием почтового сообщения через Елшанку протянулся почтовый тракт Канадей-Кузнецк.
В 1780 году было создано Симбирское наместничество и деревня Елшанка, при речке Канадее, перешло из Саранского уезда в Канадейский уезд. По ревизским сказкам в селе было однодворцев 31 душа и 47 душ помещичьих крестьян.
В 1795 году в Елшанке владела некоторым числом крестьян вдова Насакина.
В 1796 году деревня вошла в состав Сызранского уезда Симбирской губернии.
С 1824 по 1876 год одним из крупных землевладельцев Елшанки был капитан Николай Александрович Насакин (1795—1859) и его жена Александра Николаевна Насакина, урождённая Бекетова (1810—1876). Здесь ему принадлежало небольшое число крестьян и находился барский дом в д. Елшанские выселки, которая, также, именовалась Насаковкой или Насакино.
На 1806 год, как видно по карте, Елшанка являлась сельцом, что говорит о том, что там находился помещичий двор или имелась часовня.
На 1816 год в Елшанке было менее 500 жителей.
В 1858 году прихожанами была построена деревянная Николаевская церковь с двумя престолами: главный — во имя Святителя и Чудотворца Николая, в трапезе — в честь Казанской иконы Божьей Матери — Елшанка стала селом. Её прихожанами были жители деревни Елшанские выселки (Моляевка, Монявка) и деревни Марьевка (Седьмуха).
В 1859 году в село Елшанка, по тракту из пригорода Канадея в г. Кузнецк, входило во 2-й стан Сызранского уезда Симбирской губернии, в котором было 58 дворов, а население составляло 1076 человек: 528 мужчин и 548 женщин, имелась церковь.
В 1870 году было основано земское мужское училище. По другим данным — в 1869 году.
В 1884 году Елшанка являлась центром Елшанской волости, в ней была 1 церковь, 1 школа, 228 дворов и 1125 жителей: 546 мужчин и 579 женщин.
В 1890 году была основана женская школа грамоты, расположенная в церковной караулке. По другим данным, в 1891 году.
В 1897 году в Елшанке Никулинской волости был 1501 житель: 751 мужчина и 750 женщин. Из них от 8 до 12 лет: мальчиков 62, девочек 63, а всего 125
В конце XIX века в Елшанке существовал конный завод.
В 1900 году в Елшанке было 185 дворов, 1383 жителей: 706 мужчин и 677 женщин. Входило в состав 3-го благочиннического округа Сызранского уезда Симбирской губернии.
В 1913 году в Елшанке было 255 дворов, 1820 жителей, около 76 десятин (83,03 га) земли под поселением, 1436 десятин под пашней и 1780 десятин под дровяным лесом.
На 1914 год входило в состав 3-го благочиннического округа Сызранского уезда Симбирской губернии.
На 1928 год в Елшанке существовало товарищество по обработке земли (ТОЗ) «Красный ерик» под председательством И. Н. Карянина.
В 1930-х утрачены колокольня и завершение Николаевской церкви.
В 1950-х Николаевская церковь превращена в сельский клуб и библиотеку.
В 1986 году Николаевская церковь утрачена.

## Население
| 1780 | 1859  | 1884  | 1900  | 1913  | 1996 | 2002 |
| ---- | ----- | ----- | ----- | ----- | ---- | ---- |
| 78   | ↗1076 | ↗1125 | ↗1383 | ↗1820 | ↘98  | ↘74  |
| 2010 |       |       |       |       |      |      |
| ↘52  |       |       |       |       |      |      |

## Улицы
- Дворянская Улица
- Набережная Улица
- Яблоневая Улица
- Помещичья улица

## Люди, связанные с селом
- В течение 4 лет, с 1939 по 1943 гг., здесь проживал писатель Венедикт Ерофеев[14][25].
- Выходцем из Елшанки был летчик Петр Алексеевич Большаков, совершивший более 250 вылетов и награждённый орденом Ленина[2][26].
- Александр Васильевич Акимов, также уроженец Елшанки, был удостоен звания Героя Советского Союза, ордена Ленина и медали «Золотая звезда»[2][27].
- Карякин, Борис Иванович — советский инженер-механик и организатор производства. Директор (с 1982—1988 годы — генеральный директор) Куйбышевского машино-строительного производственного объединения «Металлист» (1969—1988). Лауреат Государственной премии СССР (1983). Заслуженный машиностроитель РСФСР (1984). Почётный гражданин города Самара (1984).